# Anastazja Dzieduszycka
Anastazja Julianna z Jełowickich Dzieduszycka (ur. 1842 w Woskodawach na Wołyniu, zm. 16 maja 1890 w Poznaniu) – polska nauczycielka, autorka książek o wychowaniu dzieci.

## Rodzina
Była córką Edwarda Jełowickiego i Felicji Dąbrowskiej. W młodym wieku straciła rodziców i prowadziła swój majątek Woskodawy, z pomocą dziada Pawła Jełowickiego.
Opisywana jako osoba majętna i „[...] bardzo piękna z powierzchowności, a stokroć jeszcze piękniejsza z przymiotów serca i duszy, przy tem bardzo wykształcona i nad wiek rozumna” (Władysław Jełowicki Wspomnienia z lat 1856 – 1862)
Wkrótce po zamążpójściu za Izydora hr. Dzieduszyckiego straciła majątek, głównie na skutek nieszczęśliwych i utopijnych eksperymentów gospodarczych męża. Pomoc rodziny i sąsiadów uchroniła Anastazję przed przymusową sprzedażą ojczystych Woskodaw. Po długoletniej dzierżawie, Woskodawy przejął brat Anastazji, Adolf Jełowicki. Sytuacja zmusza ją do obrania zawodu nauczycielki.

## Początek kariery
W 1871 wydaje poradnik zatytułowany Myśli o wychowaniu i wykształceniu naszych niewiast. Opowiada się za dopuszczeniem kobiet do wszelkiej pracy i zarobku, walczy o tworzenie szkół zawodowych. Przychyla się jednak do odrębnych szkół wyższych dla mężczyzn i kobiet.
Wydaje w 1872: „Gawędy matki”; 1881: „Książka młodej kobiety”; w 1883: „Listy nauczycielki”. Dużą popularność zyskała książeczka dla dzieci: „Jak sobie dziatwa radziła”.
Cieszyła się popularnością w szerszych kołach społeczeństwa, a wspomnienia, jakie ukazały się po jej śmierci w konserwatywnym: „Czasie” i postępowej: „Nowej Reformie” były tego dowodem.
Strata dwojga jedynych dzieci, męża i majątku, również nie bez wpływu pozostały na pewno nieszczęścia brata: śmierć bratanka (1865) i szwagierki Janiny Czetwertyńskiej (1866) na jej dalszy los.

## Praca
Od 17 marca 1879 rozpoczęła pracę w żeńskim seminarium nauczycielskim jako zastępczyni nauczycielki starszej. 30 sierpnia 1881 otrzymała w tymże seminarium etat rzeczywistej nauczycielki starszej i uczyła języka polskiego i pedagogiki: 

... Jaką była nauczycielką, to poświadczyć mogą liczne uwielbiające ją i kochające całym sercem uczennice w seminarium nauczycielskim w Krakowie, które umiała przejąć gorącą miłością obranego zawodu i podniosłym zrozumieniem świętości i doniosłości patriotycznej obowiązków nauczycielskich...

Pani Anastazja Dzieduszycka stanęła na gruncie radykalnych nowszych pojęć i pragnie zupełnego równouprawnienia kobiety..."Bogactwo treści, znajomości życia, trafność poglądu, rozumna dążność do urzeczywistnienia najśmielszych wymagań postępu"... „Mało zajmując się teorią, kładła nacisk na te rzeczy, które rychło mogły wejść w wykonanie” (P. Chmielowski).
Przepracowawszy jedynie pięć lat, po półrocznym urlopie zdrowotnym w 1884 r. całkowicie przestała pracować. Wpadłszy w nieuleczalną melancholię w 1885 r. zamieszkała w klasztorze Sióstr Miłosierdzia w Poznaniu i tam cierpiąc na chorobę umysłową spędziła ostatnie lata życia (według Polskiego Słownika Biograficznego chorowała od 1887 r.)

## Śmierć
Zmarła w Poznaniu 16 maja 1890 roku i tam pochowana. „Słuszne zatem wydaje się, aby dzisiaj, kiedy od Anastazji Dzieduszyckiej dzieli nas już bez mała dystans stu lat, przypomnieć o jej zasługach, bo w dziejach narodowej edukacji naszych dziewcząt w trudnych czasach postyczniowych przeobrażeń społeczno-ekonomicznych i zmienionych warunków politycznej egzystencji jako nauczycielka języka polskiego i jako pedagog zapisała wcale piękną kartę – mimo cierpień i nieszczęść, którymi naznaczone było jej osobiste życie” (L. Słowiński).

## Publikacje
- Kilka myśli o wychowaniu i wykształceniu niewiast naszych 1871
- Gawędy matki 1872
- Książka młodej kobiety 1872
- Listy nauczycielki poświęcone nauczycielkom ludowym i uczennicom seminaryów nauczycielskich żeńskich1883
- Co dzieci czytały w chwilach wolnych 1910